# Marines, Let's Go
Marines, Let's Go is een Amerikaanse oorlogsfilm uit 1961 onder regie van Raoul Walsh.

## Verhaal
Tijdens hun dienst in Korea zijn vier soldaten met verlof in Tokio. De mannen vermaken zich in badhuizen en nachtclubs met Japanse en Amerikaanse vrouwen. Een van hen raakt verwikkeld in een gevecht en moet voor de krijgsraad verschijnen. Hij ontloopt zijn straf, omdat alle soldaten worden opgevorderd. Er zal spoedig een Chinees offensief plaatsvinden.

## Rolverdeling
| Acteur           | Personage         |
| ---------------- | ----------------- |
| Tom Tryon        | Skip Roth         |
| David Hedison    | Dave Chatfield    |
| Tom Reese        | Desmond McCaffrey |
| Linda Hutchings  | Grace Blake       |
| William Tyler    | Russ Waller       |
| Barbara Stuart   | Ina Baxter        |
| David Brandon    | Newt Levels       |
| Steve Baylor     | Chase             |
| Peter Miller     | Howard Hawkins    |
| Rachel Romen     | Ellen Hawkins     |
| Hideo Inamura    | Pete Kono         |
| Vince Williams   | Hank Dyer         |
| Fumiyo Fujimoto  | Song Do           |
| Heihachirô Ôkawa | Yoshida           |